# Hinteregglburg
Hinteregglburg ist ein Gemeindeteil von Ebersberg im oberbayerischen Landkreis Ebersberg. Der Weiler liegt circa zwei Kilometer nordwestlich von Ebersberg.

## Baudenkmäler
Siehe auch: Liste der Baudenkmäler in Hinteregglburg
- Kirche St. Michael (ehemalige Burgkapelle der Egglburg auf dem Kirchberg zwischen Vorder- und Hinteregglburg)